# 双堂乡
双堂乡，是中华人民共和国河北省保定市雄县下辖的一个乡镇级行政单位。

## 行政区划
双堂乡下辖以下地区：
双堂村、胡辛庄村、谢岗村、李岗村、冯村、老岗村、宫岗村、刘庄村、陈家柳村、贾岗村、祁岗村、大魏庄村、邢庄村、乐善庄村、东岔河村、西岔河村、中岔河村、徐庄村和杜庄村。